# Cieniowanie Phonga
Zasugerowano, aby ten artykuł podzielić na różne artykuły – Oświetlenie Phonga i Cieniowanie Phonga
Oświetlenie Phonga i cieniowanie Phonga nie odnoszą się do tego samego pojęcia, choć często są mylone. W tym artykule znajduje się wyjaśnienie obu terminów.

## Oświetlenie Phonga

N – wektor normalny, L – promień światła, R – promień odbity, V – kierunek do obserwatora

Oświetlenia Phonga – model oświetlenia stosowany w grafice komputerowej, służący do modelowania odbić zwierciadlanych od nieidealnych obiektów, który Phong Bui-Tuonga przedstawił w swojej rozprawie doktorskiej w roku 1973. Model ten nie ma podstaw fizycznych, ale dobrze przybliża charakterystykę powierzchni, dla których został stworzony.
Model ten przyjmuje, że powierzchnia obiektu jest pokryta bardzo cienką przezroczystą warstwą, na której zachodzi odbicie zwierciadlane, tzn. światło nie zmienia swojej barwy, natomiast na powierzchni znajdującej się pod tą warstwą następuje odbicie rozproszone, które zabarwia światło na kolor przypisany do obiektu. W świecie rzeczywistym takimi właściwościami cechują się np. błyszczące plastiki czy powierzchnie pomalowane bezbarwnym lakierem.
Przyjmuje się, że maksymalne odbicie zwierciadlane zachodzi, gdy kąt pomiędzy promieniem odbitym a kierunkiem do obserwatora jest równy zero. Gdy kąt ten jest większy od zera, wówczas odbicie zwierciadlane bardzo szybko słabnie, co jest aproksymowane współczynnikiem {\displaystyle \cos ^{n}\alpha ,} gdzie {\displaystyle n} jest większe od 0 i zazwyczaj przyjmuje wartości z zakresu kilka-kilkaset.
Na natężenie światła docierające do obserwatora składają się:
1. Natężenie światła odbijanego zwierciadlanie (ang. specular) wyznaczane z zależności {\displaystyle I_{s}=I_{r}\cdot \cos ^{n}\alpha ,} gdzie {\displaystyle I_{r}} jest natężeniem światła odbitego i w najprostszym przypadku jest ono równe natężeniu światła padającego {\displaystyle I_{i}.} Jednak może również zależeć od kąta {\displaystyle \beta } i wówczas wzór przyjmuje postać {\displaystyle I_{s}=I_{i}\cdot f(\beta )\cdot \cos ^{n}\alpha .}
2. Natężenie światła rozproszonego (ang. diffuse) jest obliczane na podstawie modelu Lamberta: {\displaystyle I_{d}=I_{i}\cdot \cos \beta ,} gdzie {\displaystyle I_{i}} to natężenie światła padającego.
3. Natężenie światła otoczenia (ang. ambient), które jest stałe i równe {\displaystyle I_{a}.}

Każdy z czynników może zostać jeszcze przemnożony przez współczynniki z przedziału {\displaystyle [0,1],} kolejno {\displaystyle k_{s},} {\displaystyle k_{d},} {\displaystyle k_{a}.} Służą one do procentowego ustalenia wpływu składowych na wynikowe natężenie, a poszczególne wartości zależą wyłącznie od tego jaki efekt finalny jest wymagany.
Ostatecznie natężenie światła w modelu Phonga wyraża się wzorem:
{\displaystyle I=k_{a}I_{a}+k_{d}I_{d}+k_{s}I_{s}=k_{a}I_{a}+I_{i}\left(k_{d}\cos \beta +k_{s}f(\beta )\cos ^{n}\alpha \right).}
Gdy wektory {\displaystyle {\vec {N}},} {\displaystyle {\vec {R}},} {\displaystyle {\vec {L}}} i {\displaystyle {\vec {V}}} są znormalizowane (mają długość równą jeden), wówczas w równaniu można użyć wygodniejszych iloczynów skalarnych:
{\displaystyle I=k_{a}I_{a}+I_{i}\left(k_{d}({\vec {N}}\cdot {\vec {L}})+k_{s}f(\beta )({\vec {R}}\cdot {\vec {V}})^{n}\right).}
Jeśli występuje tłumienie atmosferyczne, tzn. natężenie światła maleje wraz z odległością od obserwatora, wówczas tłumieniu podlegają czynniki {\displaystyle k_{d}I_{d}+k_{s}I_{s}.}

### Przykład

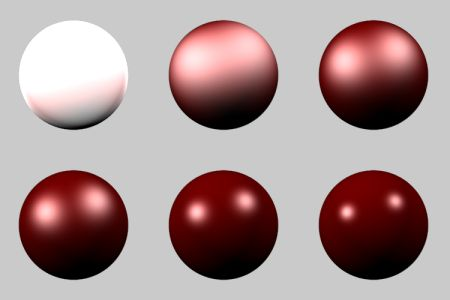
Sześć czerwonych kul oświetlanych przez dwa białe źródła światła.

Dla wszystkich kul {\displaystyle k_{a}=0,} {\displaystyle k_{d}=0{,}5,} natomiast {\displaystyle n} wynosi kolejno od lewego górnego rogu: 1, 5, 10, 20, 50, 100.

## Cieniowanie Phonga
Cieniowanie Phonga (cieniowanie z interpolacją wektora normalnego) – technika cieniowania wielokątów, w której interpolowany jest wektor normalny do powierzchni. Dla każdego przetwarzanego piksela jest wyznaczany wektor normalny, a następnie stosuje się wybrany model oświetlenia (np. oświetlenie Phonga, Lamberta, Blinna lub inne) w celu określenia koloru piksela.
Na rysunku obok został pokazany przykład cieniowania trójkąta, dla którego dane są normalne {\displaystyle {\vec {N}}_{A},} {\displaystyle {\vec {N}}_{B}} i {\displaystyle {\vec {N}}_{C}.} Przed rasteryzacją pikseli w wierszu {\displaystyle y} ({\displaystyle y} jest podany we współrzędnych ekranu) obliczane są normalne {\displaystyle {\vec {N}}_{A-B}} i {\displaystyle {\vec {N}}_{A-C}.} Następnie, dla każdego piksela w wierszu, wyznaczana jest normalna {\displaystyle {\vec {N}}_{X}.}